# 삼산체육관역
삼산체육관(한국만화박물관·웹툰융합센터)역(Samsan Gymnasium(Korea Manhwa Museum·Weptun Convergence Center)Station, 三山體育館(韓國漫畫博物館)驛)은 인천광역시 부평구 길주로에 있는 서울 지하철 7호선의 전철역이다.

## 개요
역 인근에 인천삼산월드체육관이 소재함에 따라 역명이 정해졌으며, 인근에 삼산월드체육관이 있으며, 인천광역시 부평구 삼산동, 부개동과 경기도 부천시 상동의 시경계 지점에 있다. 1, 2, 3, 4번 출구는 인천광역시 부평구 삼산동에 있고, 5번 출구는 부천시 상동에 설치되어 있다. 역 주변에 삼산동 주택지구가 많이 밀집되어있고 부평역사박물관, 부천시민문화동산, 상동호수공원 등 관광지도 있어 관광 수요도 고루 나타나는 역이다. 
2021년부터 여자 프로배구단인 인천 흥국생명 핑크스파이더스가 인천삼산월드체육관으로 홈 경기장을 옮겼고, 2022-2023 시즌 부터 국내 리그로 복귀한 월드스타 배구선수 김연경이 수도권 전철 7호선이 이 역에 도착할 때 인천삼산월드체육관으로 갈 승객은 3번 출구로 나가라는 안내방송을 한다.

## 역사
- 2011년 9월 26일 : 삼산체육관역으로 역명 결정[1]
- 2012년 10월 27일 : 서울 지하철 7호선 온수 ~ 부평구청 연장 구간 개통과 함께 영업 개시
- 2022년 1월 1일 : 인천교통공사로 운영권 이관

## 역 구조
2면 2선의 상대식 승강장을 갖춘 지하역이다. 스크린도어가 설치돼 있다. 출구는 5개다. 그 중 5번 출구는 부천시 상동에 있다.

### 승강장
| 상동 ↑   |
| \| 상    |
| ↓ 굴포천 |

| 상행 | ● 서울 지하철 7호선 | 부천시청(부천아트센터)·온수(성공회대입구)·대림 · 강남구청 · 장암 방면 |
| 하행 | ● 서울 지하철 7호선 | 굴포천 · 부평구청 · 산곡 · 석남 방면                                  |

## 역 주변
| - 상동 (경기도 부천시) - 한국만화박물관 - 한국영상만화진흥원 - 야인시대 캠핑장, 문화동산 - 상동호수공원 - 상동 웅진플레이도시 워터파크 - 아인스월드 | - 부평구 부개동 - 인천구산초등학교 - 인천구산중학교 - 부개공원 - 분수근린공원 |

- 부평구 삼산동
  - 삼산월드체육관 (프로배구 V-리그 여자부 인천 흥국생명 핑크스파이더스 홈구장)
  - 인천진산초등학교
  - 인천진산중학교
  - 인천진산과학고등학교
  - 부평기적의도서관
  - 인천미래생활고등학교

## 이용객 변동
2012년 자료는 개통일인 2012년 10월 27일부터 12월 31일까지인 66일 기준으로 환산한 것이다.
| 노선  | 노선   | 일평균 인원수 (명/일) | 일평균 인원수 (명/일) | 일평균 인원수 (명/일) | 일평균 인원수 (명/일) | 일평균 인원수 (명/일) | 일평균 인원수 (명/일) | 일평균 인원수 (명/일) | 일평균 인원수 (명/일) | 각주        |
| 노선  | 노선   | 2010년                | 2011년                | 2012년                | 2013년                | 2014년                | 2015년                | 2016년                | 2017년                | 각주        |
| ----- | ------ | --------------------- | --------------------- | --------------------- | --------------------- | --------------------- | --------------------- | --------------------- | --------------------- | ----------- |
| 7호선 | 승차   | 미개통                | 미개통                | 4,424                 | 4,972                 | 5,663                 | 5,555                 | 5,632                 | 5,523                 | [ 2 ] [ 3 ] |
| 7호선 | 하차   | 미개통                | 미개통                | 4,286                 | 4,648                 | 5,216                 | 5,049                 | 5,082                 | 4,934                 | [ 2 ] [ 3 ] |
| 7호선 | 승하차 | 미개통                | 미개통                | 8,711                 | 9,621                 | 10,879                | 10,604                | 10,714                | 10,457                | [ 2 ] [ 3 ] |

## 사진

맞이방

## 인접한 역
| 서울 지하철 7호선  | 서울 지하철 7호선   | 서울 지하철 7호선    |
| ------------------ | ------------------- | -------------------- |
| 756 상동 장암 방면 | ● 서울 지하철 7호선 | 758 굴포천 석남 방면 |